# USNS Laramie (1996)
De USNS Laramie (T-AO-203) is een Henry J. Kaiserklasse bevoorradingstanker geëxploiteerd door het Military Sealift Command om schepen van de United States Navy te ondersteunen.
De Laramie is het zeventiende schip in deze klasse, vernoemd naar de Amerikaanse industrieel Henry J. Kaiser, waarvan op 19 januari 1994 de kiel werd gelegd en op 6 mei 1995 te water gelaten werd. Het is het derde schip uit de klasse dat werd gebouwd met een dubbele bodem zoals vereist in de Oil Pollution Act of 1990, na de USNS Patuxent (T-AO-201) en de USNS Rappahannock (T-AO-204). De rompscheiding bedraagt 183 centimeter aan de zijkanten en 198 centimeter in de bodem, waardoor de vloeibare capaciteit met 21.000 vaten (3300 m³) minder werd in vergelijking met de 15 andere schepen uit de klasse die geen dubbele bodem hebben.
Laramie werd op 7 mei 1996 in de vaart genomen door het Military Sealift Command met een hoofdzakelijk civiele bemanning als onderdeel van de Atlantische vloot.
Het schip is vernoemd naar de rivier de Laramie in de Amerikaanse staten Colorado en Wyoming.